# Lucanus maculifemoratus
Lucanus maculifemoratus là một loài bọ cánh cứng trong họ Lucanidae.

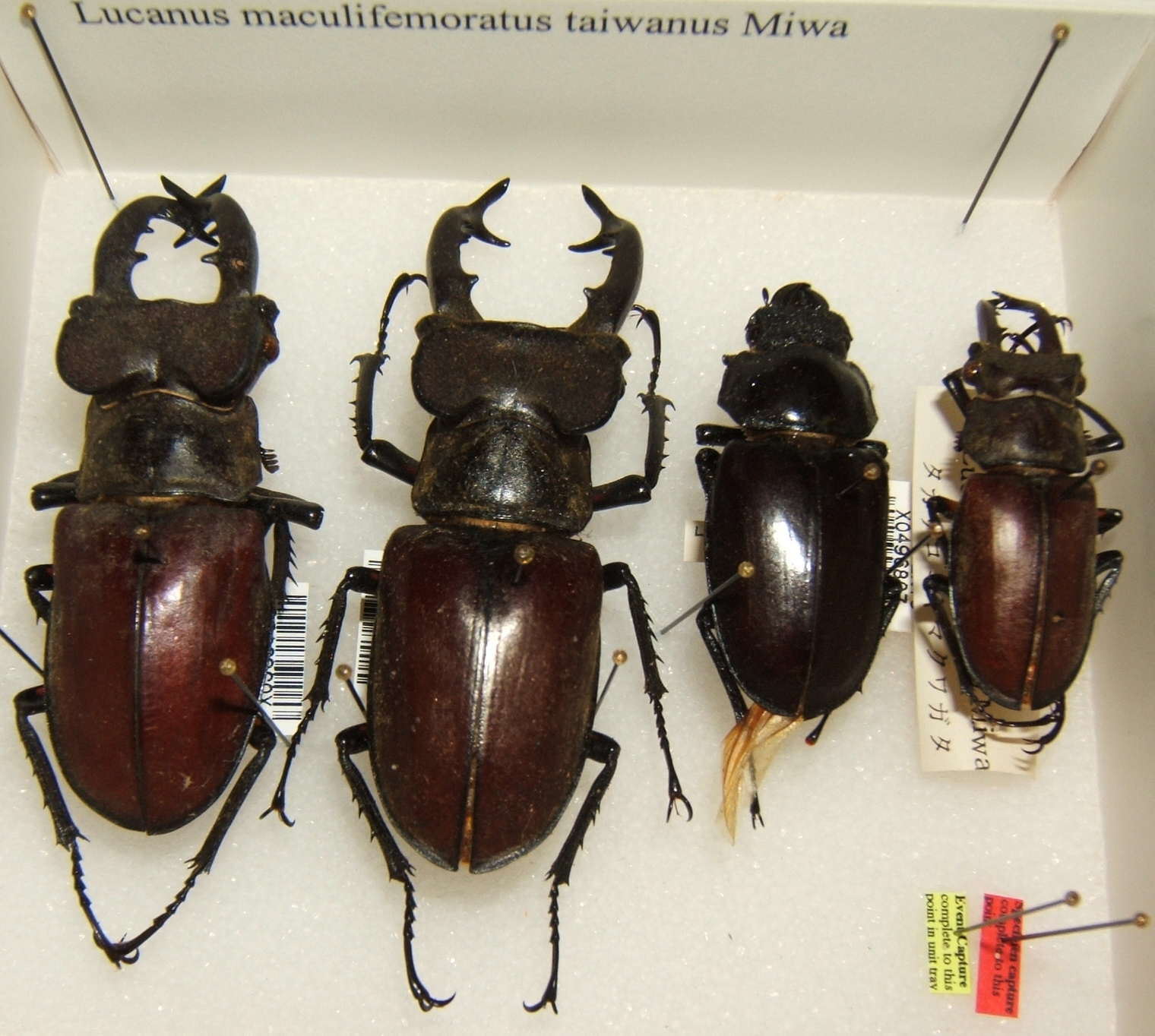
Lucanus maculifemoratus taiwanus
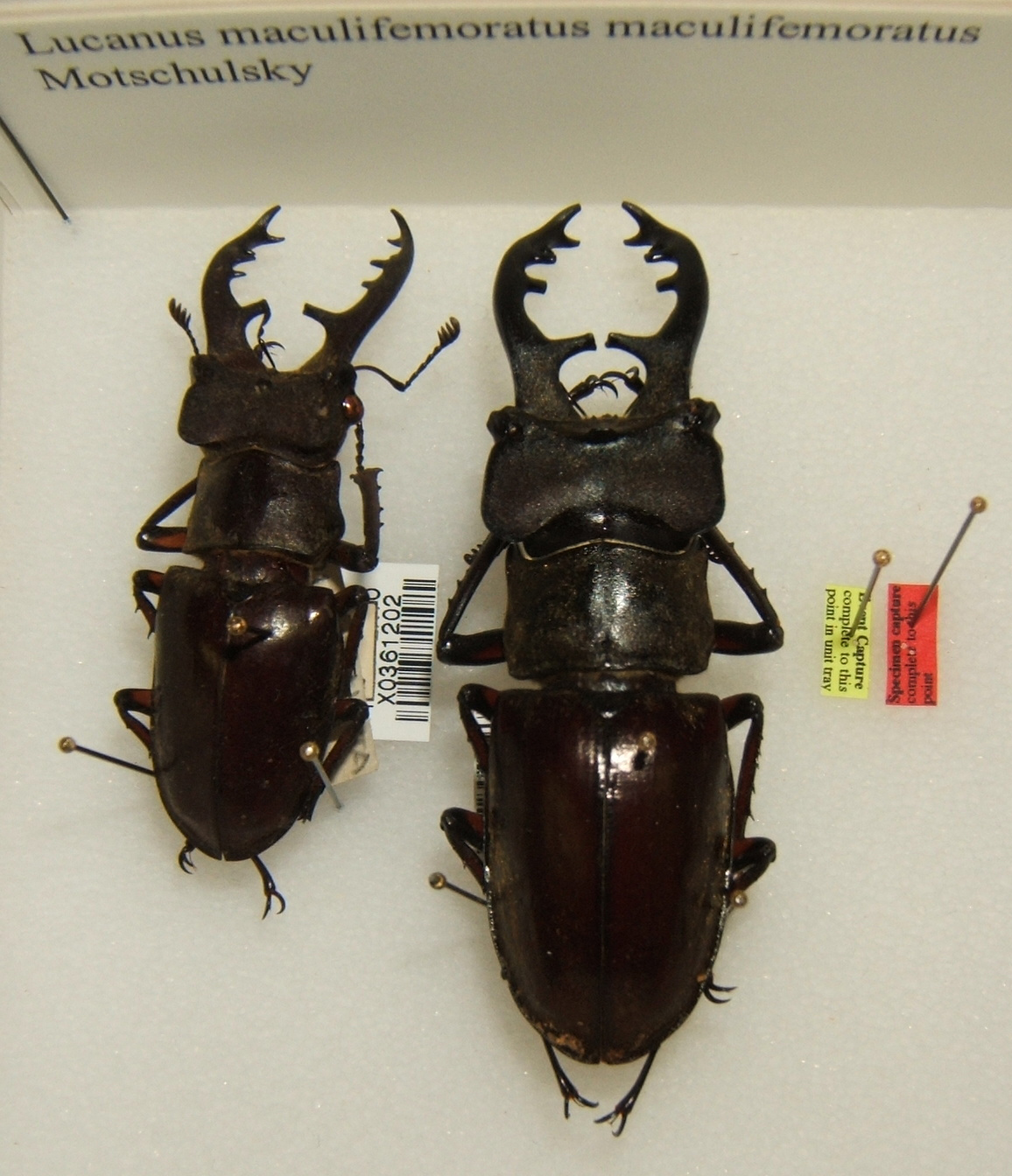
Lucanus maculifemoratus maculifemoratus